# Elliott Sober
Elliott Reuben Sober (* 6. Juni 1948 in Baltimore) ist ein US-amerikanischer Philosoph. Er ist Hans-Reichenbach-Professor und William-F.-Vilas-Forschungs-Professor in der Fakultät für Philosophie der University of Wisconsin–Madison.

## Wissenschaftliches Wirken
Sober ist für seine Arbeit in der Philosophie der Biologie und allgemein der Wissenschaftsphilosophie bekannt. Er unterrichtete ein Jahr lang an der Stanford University und war regelmäßig Gastprofessor an der London School of Economics and Political Science.
Seine Dissertation (Ph.D.) in Philosophie fertigte er an der Harvard University bei Hilary Putnam (selbst ein Schüler Hans Reichenbachs) an. Daneben ist sein Werk stark von der Arbeit des Biologen Richard Lewontin beeinflusst. 
Mit David Sloan Wilson verbindet ihn eine enge Zusammenarbeit und mehrere Veröffentlichungen. Wie diese Biologen ist auch Sober ein prominenter und scharfer Kritiker der Idee des Intelligent Design, bei der er insbesondere die empirische Nicht-Überprüfbarkeit angegriffen hat.
Ein Hauptgebiet seiner Forschungsarbeiten ist der Leitgedanke der »Parsimonie« (vergl. Ockhams Rasiermesser) in der Naturwissenschaft und in Zusammenhang mit der Überprüfung von Theorien in der Wissenschaftsphilosophie. Auf seine Veröffentlichung Simplicity von 1975 folgten zu diesem Thema eine Reihe einflussreicher Veröffentlichungen in großen philosophischen Journalen.
Das Hauptthema seiner Kooperation mit David Sloan Wilson ist die Evolution der Kooperation, die Sober und Wilson im Wesentlichen in einer bedeutenden Rolle der Gruppenselektion und weniger dem reziproken Altruismus klassischer Definition begründet sehen.

## Auszeichnungen
- 1991: Lakatos Award für seine Monographie Reconstructing the Past: Parsimony, Evolution, and Interference[1]
- 1999: Wahl in die American Academy of Arts and Sciences
- 2020: Wahl zum Auswärtigen Mitglied der British Academy

## Buchveröffentlichungen
- Simplicity. Oxford University Press, 1975, ISBN 0-19-824407-X. (= PhD Dissertation, Harvard 1974)
- (Herausgeber) Conceptual Issues in Evolutionary Biology: An Anthology. Bradford/MIT Press, 1984; 2. Ausgabe, 1993, ISBN 0-262-19549-6.
- Core Questions in Philosophy: A Text with Readings. Macmillan, 1990; 2. Ausgabe Prentice Hall 1994; 3. Ausgabe Prentice Hall 2001, ISBN 0-13-083537-4.
- The Nature of Selection: Evolutionary Theory in Philosophical Focus. Bradford/MIT Press, 1984; 2. Ausgabe, University of Chicago Press, 1993, ISBN 0-262-19232-2.
- Reconstructing the Past: Parsimony, Evolution, and Inference. Bradford/MIT Press, 1988, ISBN 0-262-19273-X.
- (mit Erik O. Wright und Andrew Levine) Reconstructing Marxism: Essays on Explanation and the Theory of History. Verso Press, 1992, ISBN 0-86091-342-2.
- Philosophy of Biology. Westview Press (in Großbritannien: Oxford University Press), 1993; 2. Ausgabe 1999, ISBN 0-8133-0785-6.
- From a Biological Point of View: Essays in Evolutionary Philosophy. Cambridge University Press, 1994, ISBN 0-521-47184-2.
- (mit David S. Wilson) Unto Others: The Evolution and Psychology of Unselfish Behavior. Harvard University Press, 1998, ISBN 0-674-93047-9.
- (Herausgegeben mit Steven Orzack) Adaptationism and Optimality. Cambridge University Press, 2001, ISBN 0-521-59166-X.
- Evidence and Evolution: The Logic Behind the Science. Cambridge University Press, 2008, ISBN 0-521-69274-1.